# Pirania 3DD
Pirania 3DD (ang. Piranha 3DD) – amerykańska komedia grozy z 2012 roku w reżyserii Johna Gulagera. Wyprodukowana przez Dimension Films.
Film miał premierę 11 maja 2012 roku w Wielkiej Brytanii, a w Stanach Zjednoczonych i w Polsce 1 czerwca 2012.

## Opis fabuły
Rok po wytępieniu piranii w jeziorze Wiktoria w Arizonie farmerzy wydobywają z wody martwą krowę. Nie wiedzą, że zdążyły się w niej rozwinąć jaja krwiożerczych ryb, które teraz wylęgają się i zaczynają atakować ludzi. Tymczasem do domu wraca na wakacje studentka biologii morskiej, Maddy (Danielle Panabaker). Jej ojczym, który prowadzi park wodny, chce wpompować wodę z jeziora do basenów. Maddy ze wszelką cenę usiłuje mu przeszkodzić, a w tym czasie piranie mnożą się w zastraszającym tempie. Przenikają do kanalizacji miejskiej i zaczynają atakować ludzi... w ich wannach.

## Obsada
- Danielle Panabaker jako Maddy
- Matt Bush jako Barry
- David Koechner jako Chet
- Chris Zylka jako Kyle
- Katrina Bowden jako Shelby
- Gary Busey jako Clayton
- Christopher Lloyd jako pan Goodman
- David Hasselhoff jako on sam

i inni